# 梅卡尼克斯維爾 (特拉華州)
梅卡尼克斯維爾（英語：Mechanicsville）是位於美國特拉華州紐卡斯爾縣的一個非建制地區。該地的面積和人口皆未知。

## 地理
梅卡尼克斯維爾的座標為39°43′01″N 75°47′01″W / 39.71694°N 75.78361°W，而該地的平均海拔高度為89米（即292英尺）。